# Eeltje Halbertsma
Eeltje Hiddes Halbertsma (født 8 oktober 1797 i Grou i Nederlandene, død sammesteds 22. marts 1858) var en frisisk forfatter; broder til Joost Hiddes Halbertsma.

## Liv og gerning
Halbertsma virkede som læge i Friesland.

## Forfatterskab
Han skrev blandt andet en populær digtsamling, De lapekoer fen Gabe scroar (1822, flere oplag),
- Twigen uw ien alde stamme (1849),
- Minne Jorrits Reis (1851) og
- Ee Quikborn (1857).[1]